# Exocentrus clarkei
Exocentrus clarkei är en skalbaggsart som beskrevs av Stefan von Breuning 1974. Exocentrus clarkei ingår i släktet Exocentrus och familjen långhorningar. Inga underarter finns listade i Catalogue of Life.